# Lena Persson
Lena Christina Persson, född 8 juli 1944 i Lund, död 1999 i Stockholm, var en svensk journalist och författare.

## Biografi
Lena Persson var enda barnet till Signe och Emil Persson. Fadern var byggnadsarbetare. Hon växte upp under fattiga omständigheter i Lund. När hon var i början av tonåren dog mamman och förhållandena i hemmet blev svåra.
Som 16-åring flyttade Lena Persson till Göteborg där hon tog studentexamen 1964. Hon läste litteraturhistoria vid universitetet, tog examen vid Journalistinstitutet i Göteborg 1967 och blev därefter frilansskribent. Hon flyttade till Stockholm och bodde småningom med maken, Arne Ruth, i norra Uppland.
Lena Persson var en frilansande skribent med intresse för kultur i många former. Hon var medlem i Fnitter-redaktionen och skrev till exempel ”En Alicehistoria” i Fnitters sagobok för stora flickor, 1985. I tio år var hon redaktör för Kvinnokalender, 1977–1986, med kvinnohistoria som tema. Hon medverkade i antologier, som Pappa – en kärlekshistoria, 1986, där hon skrev om barndomens fula gubbar och om att leva ensam med en sörjande pappa. Därefter kom Folkhemsprinsessorna, 1987, om att växa upp på 1950-talet och Damkonfekt och salta bönor, 1991, om kvinnliga kåsörer och med kåserier från Fanny Alving till Kajsa Olsson.
Lena Perssons intresse för radio framgår inte bara av hennes radiokrönikor i Dagens Nyheter och i boken Radio: en bok för radioter, 1994. Under 1980-talet producerade hon kulturprogram i radion tillsammans med Maarja Talgre och Claire Wikholm. I programmen släppte de tre kvinnorna loss en vildsint och satirisk humor när de synade populärkulturella fenomen i flera program. Tantsnask, som belönades med Ikarospriset 1987, är ett exempel på ett sådant program. Lena Persson skrev också för teatern. Hon gjorde exempelvis revyn Alice Babs bor inte här längre, tillsammans med Sven-Hugo Persson, för Stockholms stadsteater 1987.
Deckarlitteratur var ännu ett av Lena Perssons intressen. Hon recenserade deckare, hon ingick i Expressens Sherlockjury och invaldes också i Svenska Deckarakademin. I Kvinnornas litteraturhistoria, del 2, 1900-talet, skrev hon om kvinnligt deckarförfattande i ”Den klufna ormen och dess efterföljare”, 1983.
Lena Persson avled i mars 1999 efter en tids sjukdom.